# Xian de Suining (Hunan)
Pour les articles homonymes, voir Suining (homonymie).
Le xian de Suining (绥宁县 ; pinyin : Suíníng Xiàn) est un district administratif de la province du Hunan en Chine. Il est placé sous la juridiction de la ville-préfecture de Shaoyang.

## Démographie
La population du district était de 348 708 habitants en 1999.